# 南加瀬
南加瀬（みなみかせ）は、神奈川県川崎市幸区の町名。現行行政地名は南加瀬1丁目から南加瀬5丁目。住居表示実施済み区域。

## 地理
川崎市幸区西部に位置し、北加瀬、矢上、小倉、鶴見川を跨いで横浜市鶴見区駒岡・上末吉、矢上川を跨いで横浜市港北区日吉と隣接する。幸区日吉出張所管区の中心的役割を果たしている。主に住宅地として利用されるが農地及び工業用地も混在する。南加瀬は、越路、夢見ヶ崎、中央、原、江川及び辻の六町内会からなり、行政上の丁目とは境界が異なる。町域内に加瀬山（標高約35m、一部敷地は北加瀬）、夢見ヶ崎動物公園があり、南に神奈川県立三ツ池公園を、北は武蔵小杉方面を望むことができる。なお加瀬山周辺は急傾斜地崩壊危険区域に指定されている。

### 河川
- 矢上川（鶴見川水系）
- 鶴見川

かつては小倉との境界付近に小倉用水があったが、現在は暗渠化されている。また、1942年（昭和17年）から1954年（昭和29年）まで、矢上川から現在の夢見ヶ崎小学校の前の道路を通って、現在の夢見ヶ崎動物公園前バス停付近の小倉用水まで用水路が掘られていた。

### 地価
住宅地の地価は2025年（令和7年）1月1日の公示地価によれば南加瀬2-36-5の地点で30万円/m²、南加瀬5-31-24の地点で27万8000円/m²となっている。

## 歴史
加瀬山には夢見ヶ崎古墳群（加瀬台古墳群）や、南加瀬貝塚などの遺跡が何箇所か存在する。また、室町時代には太田道灌がこの地に築城を思い立ったが、野営した折に「一羽の白い鷲が私の兜を掴んで南西の地へ持っていってしまった」という夢を見る。その夢が不吉として築城をあきらめたとの伝説がある。これが「夢見ヶ崎」の地名語源であり、現在でも南加瀬の一部を指す地名と商店街、少年野球のチーム名として残っている。

### 沿革
- 1889年 橘樹郡南加瀬村が鹿島田村、小倉村、矢上村、駒林村、駒ヶ橋村、箕輪村と合併して日吉村が成立。その大字となる。
- 1937年 日吉村が横浜市と川崎市に分割編入される。大字南加瀬の大部分は川崎市に編入されたが、横浜市に編入された部分（字越路・新田・土腐・榎戸の矢上川以西）は神奈川区日吉町の一部となる。（現在の港北区日吉五丁目及び日吉六丁目の各一部。）
- 1972年4月1日 川崎市が政令指定都市となり、新設された幸区の大字となる。
- 1972年 夢見ヶ崎動物公園開園
- 1975年2月15日 横浜市港北区日吉町字新川向の一部を編入（現在の南加瀬五丁目38番付近[12][13]。元々は横浜市鶴見区駒岡町字新川向[14][15]の一部で、河川の改修によって飛地になっていた。）
- 1985年11月5日 住居表示が実施され、大字南加瀬を廃して新たに南加瀬1 - 5丁目の五町が設置される[16]。
  - 南加瀬1丁目 字夢見ヶ崎・仲山・東町・池附の各一部
  - 南加瀬2丁目 字五反町及び仲山・東町・砂場・越路の各一部
  - 南加瀬3丁目 字池附・中町・原町・江川・下ノ町の各一部
  - 南加瀬4丁目 字越路・砂場・新田・土腐・江川・下ノ町の各一部、矢上字三軒家、及び字袋河岸
  - 南加瀬5丁目 字岩瀬堤・辻及び榎戸・原町・下ノ町の各一部

## 世帯数と人口
2025年（令和7年）6月30日現在（川崎市発表）の世帯数と人口は以下の通りである。
| 丁目        | 世帯数     | 人口     |
| ----------- | ---------- | -------- |
| 南加瀬1丁目 | 1,423世帯  | 2,953人  |
| 南加瀬2丁目 | 1,652世帯  | 3,282人  |
| 南加瀬3丁目 | 2,069世帯  | 3,988人  |
| 南加瀬4丁目 | 2,823世帯  | 5,565人  |
| 南加瀬5丁目 | 2,139世帯  | 4,140人  |
| 計          | 10,106世帯 | 19,928人 |

### 人口の変遷
国勢調査による人口の推移。
| 年                 | 人口   |
| ------------------ | ------ |
| 1995年（平成7年）  | 18,780 |
| 2000年（平成12年） | 19,282 |
| 2005年（平成17年） | 19,469 |
| 2010年（平成22年） | 19,412 |
| 2015年（平成27年） | 19,377 |
| 2020年（令和2年）  | 19,221 |

### 世帯数の変遷
国勢調査による世帯数の推移。
| 年                 | 世帯数 |
| ------------------ | ------ |
| 1995年（平成7年）  | 7,011  |
| 2000年（平成12年） | 7,420  |
| 2005年（平成17年） | 7,898  |
| 2010年（平成22年） | 8,265  |
| 2015年（平成27年） | 8,554  |
| 2020年（令和2年）  | 8,567  |

## 学区
市立小・中学校に通う場合、学区は以下の通りとなる（2025年4月時点）。
| 丁目        | 番地                                                                                             | 小学校                 | 中学校               |
| ----------- | ------------------------------------------------------------------------------------------------ | ---------------------- | -------------------- |
| 南加瀬1丁目 | 全域                                                                                             | 川崎市立夢見ヶ崎小学校 | 川崎市立南加瀬中学校 |
| 南加瀬2丁目 | 全域                                                                                             | 川崎市立夢見ヶ崎小学校 | 川崎市立南加瀬中学校 |
| 南加瀬3丁目 | 1～6番4号、6番28号～8番 12番1～11号・31号～最終号 13番1～12号・30号～最終号 14～19番、20番1～6号 | 川崎市立夢見ヶ崎小学校 | 川崎市立南加瀬中学校 |
| 南加瀬3丁目 | 6番5～27号、9～11番 12番12～30号 13番13～29号 20番7号～最終号 21番以降                           | 川崎市立南加瀬小学校   | 川崎市立南加瀬中学校 |
| 南加瀬4丁目 | 1～6番、11〜12番                                                                                 | 川崎市立夢見ヶ崎小学校 | 川崎市立南加瀬中学校 |
| 南加瀬4丁目 | 7～10番、13番以降                                                                                | 川崎市立南加瀬小学校   | 川崎市立南加瀬中学校 |
| 南加瀬5丁目 | 全域                                                                                             | 川崎市立南加瀬小学校   | 川崎市立南加瀬中学校 |

現在の町名で表すと複雑になっているが、町内会の境界で校区が分かれているため（夢見ヶ崎・中央・越路が夢見ヶ崎小学校、江川・原・辻が南加瀬小学校）である。

## 事業所
2021年（令和3年）現在の経済センサス調査による事業所数と従業員数は以下の通りである。
| 丁目        | 事業所数  | 従業員数 |
| ----------- | --------- | -------- |
| 南加瀬1丁目 | 65事業所  | 446人    |
| 南加瀬2丁目 | 112事業所 | 1,029人  |
| 南加瀬3丁目 | 174事業所 | 1,411人  |
| 南加瀬4丁目 | 147事業所 | 1,378人  |
| 南加瀬5丁目 | 114事業所 | 849人    |
| 計          | 612事業所 | 5,113人  |

### 事業者数の変遷
経済センサスによる事業所数の推移。
| 年                 | 事業者数 |
| ------------------ | -------- |
| 2016年（平成28年） | 566      |
| 2021年（令和3年）  | 612      |

### 従業員数の変遷
経済センサスによる従業員数の推移。
| 年                 | 従業員数 |
| ------------------ | -------- |
| 2016年（平成28年） | 4,319    |
| 2021年（令和3年）  | 5,113    |

## 交通

### 鉄道
町域内に駅が存在せず、新川崎駅、鹿島田駅、矢向駅、元住吉駅、日吉駅、綱島駅が最寄駅となる。駅にもよるが概ね徒歩 15 - 30分程度かかる。

### バス
川崎市バス、臨港バス、東急バスが乗り入れている。川崎駅西口（市バス・臨港）、元住吉（臨港）、元住吉経由井田病院（市バス）、小杉駅東口経由横須賀線小杉駅（臨港）、新川崎駅（市バス）、新川崎交通広場（臨港・東急）、鶴見駅西口（臨港）ならびに日吉駅東口（東急・臨港）と新綱島駅（東急）に向けて運行されている。主に川崎駅行きと元住吉・小杉駅方面行きは本数が多い。
中心となる停留所は臨港バス・市バスの「江川町」である（当停留所着発の路線を含め、各方面への路線が出ている）。幸区日吉合同庁舎へは「夢見ヶ崎動物公園前」が最寄りとなる。なお現在「南加瀬」というバス停は存在しない（以前は臨港バスと東急バスにそれぞれ存在していた。臨港バスは「南加瀬原町」の近所に所在していたが1970年ごろに廃止され、東急バスの方は「樋橋」に改称された）。
臨港バス
川53、川54、川55、川56、川57、川61、川69、元02、日95、鶴04系統が乗り入れている。
川崎市バス
川66、川83系統が乗り入れている。
東急バス
日93、日94、日95系統が乗り入れている。

### 道路
- 県道14号鶴見溝口線、尻手黒川道路（重複区間）
- 県道111号大田神奈川線

## 施設

### 行政施設
- 幸区日吉合同庁舎
  - 幸区役所日吉出張所
  - 幸図書館日吉分館
  - 幸市民館日吉分館
- 川崎市環境局 加瀬クリーンセンター
- 川崎市上下水道局 加瀬水処理センター
- 川崎市上下水道局 加瀬ポンプ場
- 幸消防署加瀬出張所
- 幸警察署日吉交番
- 幸警察署南加瀬交番

### 町内会・自治会施設
- 南加瀬夢見ヶ崎町内会館
- 越路会館
- 南加瀬中央会館
- 南加瀬原町会館
- 江川公会堂
- 南加瀬辻町会館

### 学校・幼稚園・保育園
- 川崎市立南加瀬中学校
- 川崎市立南加瀬小学校
- 川崎市立夢見ヶ崎小学校
- 学校法人仁藤学園 川崎こまどり幼稚園
- 日吉幼稚園
- 川崎市立夢見ヶ崎保育園
- ミアヘルサ保育園ひびき夢見ヶ崎
- ミアヘルサ保育園ひびき南加瀬
- 社会福祉法人 ぷらいむキッズ ひよし保育園
- 神奈川県社会福祉事業団 みなみかせ保育園
- あいみーキッズ株式会社 あいみー南加瀬保育園
- 株式会社スター・フィールド ほくほく保育園

### 郵便局
- 川崎南加瀬郵便局

### 金融機関
- 川崎信用金庫 加瀬支店
- JAセレサ川崎 日吉支店

### 公園
- 夢見ヶ崎動物公園 - 川崎市内唯一の動物園
- 夢見ふれあい公園
- 南加瀬五反公園
- 南加瀬第一公園(原町公園)
- 南加瀬江川公園
- 南加瀬けやき公園
- 南加瀬下町公園
- 南加瀬辻公園
- 南加瀬辻中央公園
- 加瀬ふれあいの広場

### 寺社
- 天照皇大神
- 長弘寺

加瀬山にある了源寺、熊野神社、富士浅間神社はいずれも北加瀬にある。

## その他

### 日本郵便
- 郵便番号 : 212-0055[3]（集配局 : 川崎港郵便局[28]）

### 警察
町内の警察の管轄区域は以下の通りである。
| 丁目        | 番・番地等         | 警察署   | 交番・駐在所 |
| ----------- | ------------------ | -------- | ------------ |
| 南加瀬1丁目 | 全域               | 幸警察署 | 日吉交番     |
| 南加瀬2丁目 | 全域               | 幸警察署 | 北加瀬交番   |
| 南加瀬3丁目 | 1〜31番            | 幸警察署 | 日吉交番     |
| 南加瀬3丁目 | 32〜40番           | 幸警察署 | 南加瀬交番   |
| 南加瀬4丁目 | 1〜6番、11番、12番 | 幸警察署 | 北加瀬交番   |
| 南加瀬4丁目 | 7〜10番、13〜40番  | 幸警察署 | 日吉交番     |
| 南加瀬5丁目 | 全域               | 幸警察署 | 南加瀬交番   |

## 関連文献
- 蘆田伊人編 編「巻ノ65橘樹郡ノ8 南加瀬村」『大日本地誌大系』 第7巻 新編武蔵國風土記稿3、雄山閣、1929年8月、212-214頁。NDLJP:1214845/112。